# Schering AG
Die Schering AG war eines der Vorgängerunternehmen von Bayer Pharma. Sie war bis zur  Übernahme durch Bayer im Jahr 2006 ein selbständiges börsennotiertes Pharmaunternehmen mit mehr als 25.000 Mitarbeitern in 160 Tochtergesellschaften weltweit und mit ca. 5,3 Mrd. Euro Umsatz (2005). 
Der Hauptsitz befand sich in Berlin-Wedding. Die größten deutschen Produktionsstandorte befanden sich in Bergkamen, Berlin und Weimar (Schering Produktionsgesellschaft).
Die Arbeit der ehemaligen Schering AG konzentrierte sich auf folgende vier Geschäftsbereiche mit Medikamenten:
- Gynäkologie & Andrologie
- Spezial-Therapeutika
- Diagnostika & Radiopharmaka
- Onkologie

## Geschichte

### Frühe Jahre
1851 eröffnete der Apotheker Ernst Schering die Grüne Apotheke in der Berliner Chausseestraße. Daraus entstand 1871 die Chemische Fabrik auf Actien (vormals E. Schering). Deren Standort war die Müllerstraße 170 im Stadtteil Wedding. Später kam ein Standort in Charlottenburg hinzu.
Das Unternehmen wuchs in den Folgejahren stark an; 1913 beschäftigte es 935 Arbeiter, 112 Meister und 180 Angestellte. Zu dem Berliner Standort kamen noch zwei Werke in Russland (in Moskau und Wydriza) mit über 1.000 Arbeitern und ein Werk in Großbritannien. Der Umsatz von etwa 10 Millionen Mark entstand mit Fotochemikalien und Pharmazeutika. Wichtige Produkte waren Salicylsäure, das von Max Dohrn erstmals dargestellte Gichtmittel Atophan, das 1911 eingeführt wurde, sowie verschiedene Schlaf- und Desinfektionsmittel. 1893 brachte Schering das Formalin (eine wässrige Lösung von Formaldehyd) auf den Markt.
1921 wurde eine Fabrik in Eberswalde eröffnet, 1922 eine Fabrik zur Herstellung von Kampfer in Düsseldorf erworben. 1923 übernahm Schering das Unternehmen W. Spindler im Berliner Bezirk Köpenick. 1922 erwarb das Management der Oberschlesischen Kokswerke und Chemische Fabriken AG die Aktienmehrheit der Chemischen Fabrik auf Actien (vormals E. Schering). Damit wurde Schering Teil eines aus mehreren Bereichen bestehenden Konzerns. Zu diesem gehörte etwa die Schering Deutschland Holding AG, die, umbenannt 1998, aus der Asche AG, umbenannt aus der 1877 gegründeten Firma C. F. Asche & Co. AG, in Hamburg-Altona hervorging. 1925 wurden die Vereinigten Fabriken photographischer Papiere in Dresden und der Kamerahersteller Voigtländer übernommen. 1927 fusionierte Schering mit dem in Berlin-Adlershof ansässigen Unternehmen CAF Kahlbaum zur Schering-Kahlbaum AG. Bis 1929 baute sie eine neue Produktionsstätte in Berlin-Grünau, Cöpenicker Straße, auf einem früheren Lagerplatz der Chem. Fabrik Kahlbaum. Daneben entstand ein Wohnhaus für leitende Angestellte. 

Aktie über 1000 RM der Schering AG vom Juli 1938

1937 schlossen sich die Kokswerke und Chemische Fabriken AG und ihrer Tochtergesellschaft Schering-Kahlbaum AG zusammen und firmierten wegen des international bereits geachteten Namens Schering unter Schering AG. Zugleich führten die Gesellschafter zum Schutz vor feindlichen Übernahmen eine Stimmrechtsbeschränkung für Großaktionäre ein, die bis 1998 Bestand hatte. Das Pharmaziegeschäft wurde so zum Teil eines Bergbau- und Chemiekonzerns, der außerdem noch Röntgenbedarfsartikel und Pflanzenschutzmittel herstellte.
1938 wurde das Unternehmen Scherk und das Scherk-Haus in Berlin im Zuge der „Arisierung“ an die Schering AG verkauft. Im Juli 1942 wurde auf dem Fabrikgelände ein Lager für ausländische Zwangsarbeiter errichtet. 1951 wurde das Fabrikgebäude nach Kriegszerstörung instand gesetzt.

### Zweiter Weltkrieg
1941 enteignete die US-Regierung die dortige Schering-Niederlassung und überführte sie in Staatseigentum. Nach dem Zweiten Weltkrieg, 1952, wurde die Firma unter dem Namen Schering-Plough privatisiert. Die deutsche Schering AG verlor somit die Rechte am eigenen Namen in Nordamerika und firmiert seit 1971 in den USA als Berlex.
Teile des Betriebs der Schering-Zentrale in Berlin-Wedding wurden nach Braunschweig verlagert. Ein Bombenangriff auf Berlin zerstörte am 23. November 1943 die Zentrale. Auch das Archiv ging verloren. Dennoch lief dort der Betrieb gedrosselt weiter. Zu weiteren Schäden kam es Ende April 1945 im Rahmen der Schlacht um Berlin. Am 28. April eroberten Truppen der Roten Armee das Werksgelände. In den folgenden Tagen begann die verbleibende Belegschaft mit der Enttrümmerung des Werks. 
Am 3. Mai räumten die sowjetischen Kampftruppen das Gelände. Am folgenden Tag wurde das Schering-Werk als erstes Unternehmen in Berlin von der sowjetischen Ortskommandantur registriert und durfte damit wieder die Arbeit aufnehmen, um von Militär und Zivilbevölkerung dringend benötigte Arzneimittel herzustellen. Am 7. Mai kam es zu einer ersten Beschlagnahmung von geschäftlichen und wissenschaftlichen Unterlagen durch die Besatzungsmacht.
Mitte Mai 1945 lief im Werk in Wedding die Produktion einzelner Arzneimittel auf Basis noch vorhandener Vorräte wieder an. Kurz darauf wurden jedoch die Werke Charlottenburg-Nord und Wedding als Reparationsleistung vollständig demontiert. Die Betriebsteile in Ost- und Mitteldeutschland wurden enteignet und verstaatlicht.

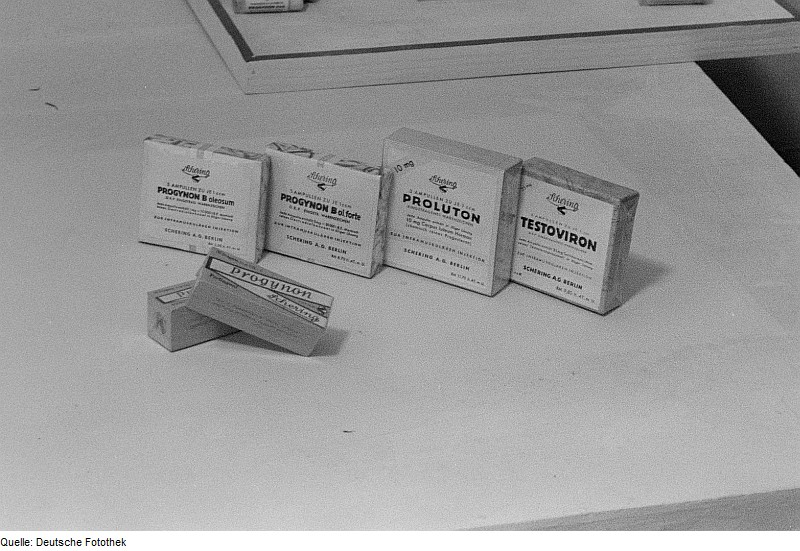
Stand der Arzneimittelfabrik Schering A.G. Berlin auf der Herbstmesse 1948 in Leipzig

Kurz nach Abschluss der Demontagen Ende wurde das Werk Wedding Anfang Juli 1945 Teil der französischen Besatzungszone Berlins. Auf deren Veranlassung begann dort kurz darauf die Produktion eines Entlausungsmittels auf der Basis von DDT. Bis Ende 1945 kam dort die Fertigung einiger weniger Medikamente wieder ins Laufen. Auch die Koordination mit den Werken des Unternehmens in Charlottenburg, Adlershof und Spindlersfeld, die beiden letzteren in der sowjetischen Besatzungszone, wurde erneut hergestellt, so dass im regionalen Unternehmensverbund eine Reihe von Medikamenten und Pflanzenschutzmitteln hergestellt wurden. Im März 1946 lief die Produktion von Penicillin an. Zugleich behinderte die sowjetische Militärverwaltung zunehmend den Zugang der Schering-Standorte in den westalliierten Zonen zu Rohstoffen und Vorprodukten. 1946 war das Scheringwerk in Reichenbach und 1947 das bei Eberswalde enteignet worden.
Vor der Trennung trat Schering noch einmal mit neuen Produkten auf der Leipziger Herbstmesse auf.
Die Werke in Adlershof und Grünau erhielten 1949 den Namen Berlin-Chemie und traten bald als VEB Berlin-Chemie auf den Markt. 1949 erzielten die verbliebenen Werke nur noch 15,4 Millionen des vorher 34 Millionen Reichsmark umfassenden Umsatzes. Nach der deutschen Wiedervereinigung gelangten die in Ost-Berlin und Ostdeutschland liegenden ehemaligen Fabriken nicht wieder in das Eigentum von Schering.

### Übernahme 2006
Im März 2006 startete der deutsche Pharmakonzern Merck KGaA einen Versuch der Übernahme Scherings. Der Schering-Vorstand lehnte dieses Ansinnen jedoch als „unerwünscht und unzureichend“ ab.
Die Bayer AG beteiligte sich als Weißer Ritter am Übernahmekampf und bot den Aktionären 86 Euro pro Aktie an. Dieser Wert lag 39 Prozent über dem Kurs vor Bekanntwerden des feindlichen Übernahmeangebotes der Merck KGaA. Schering begrüßte dieses Vorhaben und unterstützte Bayer. Gleichzeitig hatte Merck Aktien Scherings bis zu einem Volumen von etwa 21 Prozent erworben. Mit 25-prozentigem Anteil wäre eine Sperrminorität erreicht gewesen, mit der Merck die Übernahme durch Bayer hätte erschweren können. Kurz vor Ende der ersten Bieterfrist für die Übernahme lenkte das Merck-Management ein und übertrug die erworbenen Schering-Anteile für 89 Euro pro Aktie an Bayer. Die Aktionäre hatten in der Hauptversammlung Scherings am 17. Januar 2007 beschlossen, die letzten freien Aktionäre mittels einer Zwangsabfindung aus dem Unternehmen zu drängen und die Aktie von der Börse zu nehmen. Dies wurde möglich, da Bayer zu diesem Zeitpunkt mehr als 95 Prozent der Anteile hielt.
Schering wurde vor dem Übernahmeangebot durch Merck mit einem Börsenwert von rund 13 Mrd. Euro bewertet, das anfängliche Angebot von Bayer bewertete Schering mit insgesamt 16,5 Mrd. Euro. Durch die Aufstockung auf 89 Euro pro Anteilsschein ergab sich ein Kapitalwert von etwa 17 Mrd. Euro. Vor der Übernahme war der größte Anteilseigner der Versicherungskonzern Allianz, der zuletzt 10,85 Prozent der Schering-Papiere hielt. Der Rest der Aktien war in Streubesitz. Im September 2006 wurde Arthur J. Higgins Nachfolger von Hubertus Erlen als Vorsitzender des Vorstands.
Durch Verschmelzung mit dem Pharmageschäft der Bayer AG entstand am 29. Dezember 2006 die neue Bayer Schering Pharma AG als Tochtergesellschaft der Bayer HealthCare. Im November 2010 beschloss Bayer, die Dachmarke zu stärken; infolgedessen tritt die Bayer Schering Pharma AG nur noch unter Bayer HealthCare am Markt auf. Am 1. Juli 2011 wurde auch der Firmenname Schering aufgegeben und die Gesellschaft in Bayer Pharma AG umbenannt.
Siehe auch: Chronologie der Übernahme durch Bayer

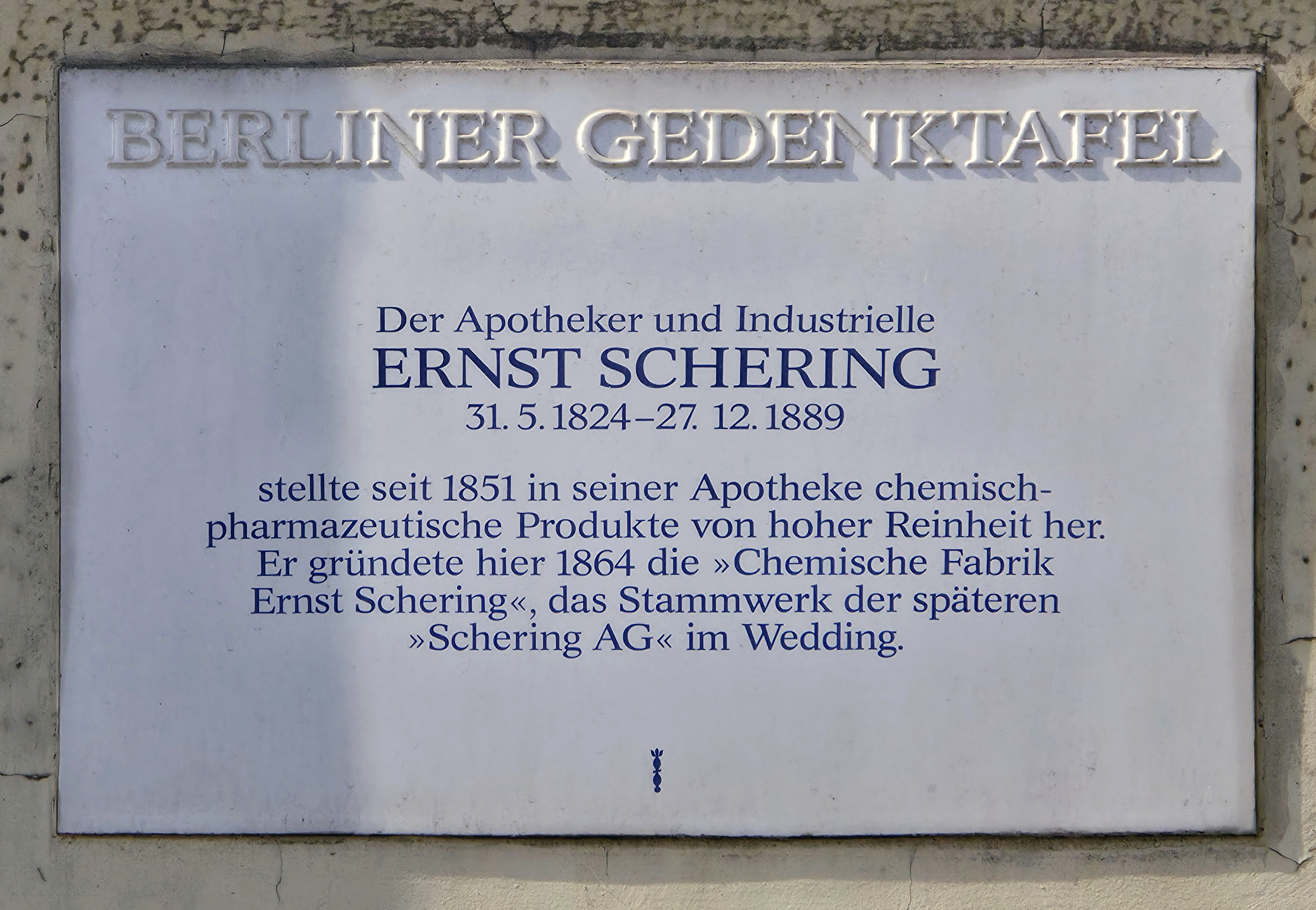
Gedenktafel Ernst Christian Friedrich Schering in Berlin-Wedding

Die Bayer AG betreibt das Scheringianum auf dem Gelände in Wedding weiter. Dort wird die Unternehmensgeschichte der Schering AG dargestellt.

### Archiv
Die Geschichte des Unternehmens wird im Schering-Archiv, einer Außenstelle von Corporate History & Archives der Bayer AG, erschlossen und aufbewahrt. Die Unterlagen des Archivs bieten Einblick in die Unternehmensgeschichte von den Anfängen mit der 1851 durch Ernst Schering gegründeten Grünen Apotheke über die Chemische Fabrik auf Actien (vorm. E. Schering), die Schering-Kahlbaum AG und die Schering AG (inkl. Mutter- und Tochtergesellschaften sowie Beteiligungen wie Alpine, Borsig-Kokswerke, Concordia, Diamalt, Nibag, Oberschlesische Kokswerke und Chemische Fabriken, Pfeilring, REWO, Voigtländer u. a.) bis zur Übernahme durch die Bayer AG 2006. Das Archivgut umfasst neben Akten auch Pläne, Fotos, Filme und Exponate.

## Duogynon-Skandal
Schering vertrieb bis 1973 in Deutschland unter dem Markennamen Duogynon und bis 1980 unter dem Namen Cumorit Medikamente zur Behandlung von Menstruationsstörungen und als hormonelle Wirkstoffe zur Einnahme im Rahmen eines Schwangerschaftstests. Nicht-Schwangere unterscheiden sich nach solchen Test-Applikationen in leicht erkennbaren physiologischen Reaktionen von schwangeren Frauen. Diese Produkte enthielten unter anderem das synthetische Gestagen (Schwangerschaftshormon) Norethisteron. Duogynon, in der frühen Schwangerschaft eingenommen, wurde schon in den 1970er Jahren mit einer Häufung von fehlgebildeten Kindern in Verbindung gebracht. 1000 Fälle soll es allein in Deutschland gegeben haben. 2010 strengte ein mutmaßlich Geschädigter unter breitem Medieninteresse eine Klage auf Akteneinsicht gegen den Hersteller Schering an, die am 11. Januar 2011 wegen Verjährung abgewiesen wurde. Auch mit einer im November 2011 stellvertretend für Hunderte von Betroffenen eingereichten Haftungsklage gegen Schering scheiterte der Kläger. Die Klage wurde ebenfalls wegen Verjährung abgewiesen.
Im August 2012 warf der Kläger dem Berliner Landgericht vor, Hinweisen auf eine mutmaßliche Beeinflussung von Forschungsergebnissen durch Mitarbeiter des Schering-Konzerns nicht nachgegangen zu sein. Ein ehemaliger Schering-Angestellter soll gegenüber dem Kläger eingeräumt haben, Anfang der 1980er Jahre Wissenschaftler bestochen zu haben, damit diese Duogynon in einer Broschüre positiv darstellten. Im Raum stünden Zahlungen von 100.000 Mark. Damals sei die Gefahr von Fehlbildungen über ein Jahrzehnt lang bekannt gewesen und entsprechende Präparate konkurrierender Firmen seien längst vom Markt genommen worden.
Das Bundesinstitut für Arzneimittel und Medizinprodukte und das Paul-Ehrlich-Institut stellten im Dezember 2012 im Bulletin zur Arzneimittelsicherheit klar, dass die bisher veröffentlichten Studien zu Duogynon wie auch anderen Östrogen-Progestin-Präparaten keinen Hinweis auf spezifische teratogene Effekte in der Schwangerschaft bieten. Ein teratogener oder embryotoxischer Effekt von Duogynon, zu welchem Zwecke auch immer angewendet, wird in dem Bericht als unwahrscheinlich beurteilt.
Jedoch sind andererseits Dokumente aufgetaucht, die belegen, dass Mitarbeiter der englischen Schering-Zentrale damals die Kollegen in Deutschland warnten. Sie empfahlen, Duogynon vom Markt zu nehmen. Ein ehemaliger Schering-Mitarbeiter ist heute bereit, diese internen Zweifel vor Gericht zu Protokoll zu geben.
Nachdem im Landesarchiv in Berlin gelagerte Prozessakten 2016 eingesehen werden konnten, aus denen hervorging, dass auch führende Schering-Mitarbeiter einen ursächlichen Zusammenhang zwischen der Einnahme von Duogynon und den Fehlbildungen nicht ausschlossen, ging der Fall in Deutschland erneut vor Gericht. Im Juni 2016 wurde im Namen der Mutter eines betroffenen Kindes eine Anzeige wegen Mord gestellt. Mord ist eine Straftat, die nicht verjährt.
Im Mai 2019 schrieben 38 Bundestagsabgeordnete aus CDU/CSU, SPD, Grüne und Linke einen gemeinsamen Brief an die Bundeskanzlerin Angela Merkel. Darin äußern sie die dringende Bitte, die Kanzlerin möge sich mit der Sache befassen. Eine 2017 von Else Meixner eingereichte Petition zur Einrichtung eines Entschädigungsfonds ist seit 2019 gestoppt, da der Berichterstatter für die CDU im Petitionsausschuss Marc Henrichmann noch ein Berichterstattergespräch führen wollte. Im Mai 2021 hatte der Petitionsausschuss des Deutschen Bundestages die „Duogynon-Petition“ einstimmig an das Bundesministerium für Gesundheit überwiesen. Henrichmann hat innerhalb der zwei Jahre keinen Terminvorschlag für ein solches Gespräch herausgegeben und den Wunsch für ein solches schließlich zurückgezogen. Eine Studie zur Aufklärung wurde nicht öffentlich vergeben. Die stellvertretende Vorsitzende des Petitionsausschusses, Martina Stamm-Fibich, kritisierte die „Zurückhaltung von wichtigen Informationen und Nicht-Beteiligung der Betroffenen und des Parlaments“.
In Großbritannien wurde der Schwangerschaftstest unter dem Markennamen Primodos bis 1970 vertrieben. Auf Grund einer Betroffeneninitiative und Druck einiger Parlamentsmitglieder richtete 2014 die britische Regierung zu dem Komplex eine Untersuchungskommission ein. Die Untersuchung wird als intransparent kritisiert und es gibt Bedenken hinsichtlich der Unabhängigkeit bestimmter Gremienmitglieder. Das im Oktober 2017 veröffentlichte Untersuchungsergebnis ergab, dass kein Kausalzusammenhang zwischen der Einnahme von Primodos während der Schwangerschaft und Fehlbildungen bei Säuglingen bestehe.